# Mai Phương (sinh 1999)
Huỳnh Nguyễn Mai Phương (sinh ngày 30 tháng 9 năm 1999) là một người mẫu, người dẫn chương trình và hoa hậu người Việt Nam. Cô đạt danh hiệu Hoa hậu Thế giới Việt Nam 2022 và giành quyền đại diện Việt Nam dự thi Hoa hậu Thế giới 2023 được tổ chức tại Ấn Độ, nơi cô dừng chân tại Top 40.
Trước đó, cô từng đăng quang Hoa khôi Đại học Đồng Nai 2018, tham dự Hoa hậu Việt Nam 2020 và lọt vào Top 5 chung cuộc với giải thưởng phụ "Người đẹp Nhân ái".

## Tiểu sử
Huỳnh Nguyễn Mai Phương sinh ngày 30 tháng 9 năm 1999 tại Đồng Nai và đồng thời cũng là nơi cô trưởng thành. Quê gốc của hoa hậu Mai Phương là Huế . Cô từng đạt giải nhì học sinh giỏi cấp tỉnh môn tiếng Anh vào năm 2016 và giải ba vào năm 2017. Năm cô học lớp 11 tại trường THPT Nam Hà, cô đã đạt được chứng chỉ IELTS 6.5. Cô tốt nghiệp Đại học Đồng Nai và hiện tại đang tiếp tục học ngành Ngôn ngữ Anh tại Trường Đại học Khoa học Xã hội và Nhân văn Thành phố Hồ Chí Minh. Sau khoảng thời gian cố gắng thì đến đầu tháng 4/2022, Mai Phương đã đạt được chứng chỉ IELTS 8.0.

## Các cuộc thi

### Hoa khôi Đại học Đồng Nai 2018
Năm 2018, Mai Phương lần đầu tiên tham gia cuộc thi sắc đẹp và cuộc thi đầu tiên là Hoa khôi Đại học Đồng Nai 2018 và cô đã đăng quang cuộc thi này.

### Hoa hậu Việt Nam 2020
Năm 2020, Mai Phương chính thức ghi danh vào cuộc thi Hoa hậu Việt Nam. Vào đêm chung kết, cô được lọt thẳng vào Top 5 vì cô đã chiến thẳng giải phụ "Người đẹp Nhân ái" nhưng cô cũng đã dừng chân ở Top 5 chung cuộc.

### Hoa hậu Thế giới Việt Nam 2022
Năm 2022, cô quay trở lại đường đua sắc đẹp với việc chính thức ghi danh vào cuộc thi Hoa hậu Thế giới Việt Nam. Với kinh nghiệm có được, cô đã lọt vào Top ở những giải phụ và cô đã chiến thắng hai giải phụ là "Người đẹp Tài năng" và "Queen Talks" giúp cô lọt thẳng vào Top 20 chung cuộc.
Khi được gọi tên vào Top 5, nhận được câu hỏi ứng xử từ Hoa hậu Việt Nam 2018 Trần Tiểu Vy: "Nếu được lựa chọn giữa hai điều, tạo ra 1.000 việc làm cho những người đang gặp khó khăn hay cung cấp 1.000 bữa ăn cho các trẻ em đang thiếu lương thực, bạn sẽ chọn điều nào?" , Mai Phương đã trả lời rất xuất sắc: "Giữa việc tạo ra 1,000 bữa ăn hay 1,000 công việc cho những người gặp khó khăn thì đều không khó để thực hiện nếu chúng ta thực sự cùng nhau hành động. Trong mùa dịch, tôi đã có cơ hội làm tình nguyện viên ở một bếp ăn và hằng ngày chúng tôi đã tạo ra 3.000, 5.000 bữa ăn; tất cả mọi thứ chúng tôi đều làm cùng nhau. Hai việc đều rất cấp thiết và bên cạnh đó, tôi cho rằng tại sao chúng ta lại phải chọn một trong hai khi chúng ta có thể làm tốt song song hai việc? Chúng ta có thể tạo ra 1.000 công việc để 1.000 công việc ấy sẽ tạo ra hàng triệu bữa ăn cho những trẻ em nghèo trên thế giới và không ai sẽ bị bỏ lại."
Vào đêm chung kết của cuộc thi diễn ra vào ngày 12 tháng 8 năm 2022 tại Merry Land Quy Nhơn, thành phố Quy Nhơn, tỉnh Bình Định, Mai Phương chính thức đăng quang ngôi vị cao nhất của cuộc thi và được trao vương miện bởi hoa hậu tiền nhiệm Lương Thùy Linh, Á hậu 1 thuộc về Lê Nguyễn Bảo Ngọc và Á hậu 2 là Nguyễn Phương Nhi.

### Hoa hậu Thế giới 2023
Với tư cách là người chiến thắng tại cuộc thi Hoa hậu Thế giới Việt Nam 2022, cô đã chính thức trở thành đại diện Việt Nam tham dự Hoa hậu Thế giới 2023. Chung cuộc, cô dừng chân tại Top 40 cùng các thành tích phụ Chiến thắng phần thi Truyền thông và lọt Top 25 thử thách Đối đầu (Head-to-Head Challenge). 

## Thành tích
- Hoa khôi Đại học Đồng Nai 2018
- Top 5 Hoa hậu Việt Nam 2020 với các thành tích phụ:
  - Người đẹp Nhân ái
  - Top 5 Người đẹp Du lịch
  - Top 5 Người đẹp Tài năng
- Đăng quang Hoa hậu Thế giới Việt Nam 2022 với các thành tích phụ:
  - Người đẹp Tài năng
  - Queen Talks
  - Top 5 Người đẹp Nhân ái
  - Top 5 Người đẹp Thời trang
  - Top 9 Người đẹp Thể thao
  - Top 5 Người đẹp Du lịch
  - Top 10 Người đẹp Bản lĩnh
- Top 40 Hoa hậu Thế giới 2023 với các thành tích phụ:
  - Winner Multimedia Challenge
  - Top 25 Head-to-Head Challenge

## Show diễn thời trang
| Năm  | Vị trí     | Bộ sưu tập                   | Nhà thiết kế | Ref   |
| ---- | ---------- | ---------------------------- | ------------ | ----- |
| 2022 | First face | An                           | Lê Thanh Hòa | [ 7 ] |
| 2022 | First face | Hoa cúc và mặt trời Đại Việt | Vũ Lan Anh   | [ 8 ] |
| 2022 | Vedette    | Kí ức tuổi thơ               | VUNGOC&SON   | [ 9 ] |